# David Pettersson
David Hjalmar Pettersson, i riksdagen kallad Pettersson i Bjälbo, född 9 december 1866 i Kumla församling, Östergötlands län, död 11 juni 1957 i Bjälbo församling, Östergötlands län, var en svensk lantbrukare och politiker (högerman). Han var riksdagsman 1908–1932 (andra kammaren) och 1933–1940 (första kammaren), jordbruksminister 1923–1924.

## Biografi
David Pettersson tog mogenhetsexamen i Norrköping 1886. Han reste därefter till USA, där han bland annat arbetade som verkmästare vid Richmondgasverket i Philadelphia. Efter återkomsten till Sverige övertog han 1891 skötseln av familjegården Öfvertorp i Bjälbo, och utsågs samma år till nämndeman där. Han åtnjöt tidigt ett stort förtroende i Mjölbytrakten, där hans släkt brukat gårdar i generationer, och tillhörde Östergötlands läns landsting 1906–1918 och 1923–1938 (1928–1938 som ordförande).
Pettersson blev riksdagsman efter andrakammarvalet 1908; han kom att sitta i andra kammaren fram till 1932, och därefter i första kammaren 1933–1940. Under sin första tid i riksdagen tillhörde han Nationella framstegspartiet, och följde 1912 med partiet då det uppgick i Lantmanna- och borgarpartiet.
I 1910- och 20-talets högeragitation lyftes bönderna ofta fram som den samhällsklass som var bäst lämpad att hålla stånd mot ett socialistiskt samhälle, en linje som delades av Pettersson: i riksdagen verkade han bland annat för stärkt äganderätt och bättre ekonomi för småbönderna, men även för individuella arbetsavtal och prisbestämmelser på mjölk och spannmål, krav som lyfts av storbönderna.
Som etablerad jordbrukspolitiker utnämndes Pettersson 1923 till jordbruksminister i Ernst Tryggers regering, och fick i detta uppdrag bland annat igenom ett förslag om spannmålsbelåning innan regeringens avgång året därpå. Efter sin tid som minister fortsatte Pettersson att verka på jordbrukspolitikens område, bland annat som ordförande i jordbruksutredningarna 1926–1929 och 1932–1937. Han var även ordförande i Mjölkcentralen 1935–1940, och kom att få ett flertal styrelseuppdrag inom olika jordbruksorganisationer.

### Privatliv
David Pettersson var son till lantbrukaren Carl August Pettersson och Hilda Maria, född Larsson. Han var från 1896 till hennes död gift med Anna Maria Wiström (1875–1953).